# Cadoul
Cadoul este un film românesc din 1973 regizat de Ion Truică.